# 王村乡 (大名县)
王村乡，是中华人民共和国河北省邯郸市大名县下辖的一个乡镇级行政单位。

## 行政区划
王村乡下辖以下地区：
王村集村、西王村、东王村、西赵庄村、东赵庄村、李岳村、关岳村、马岳村、任岳村、杨固村、大李凝村、小李凝村、田固村、杨庄村、西安村、东安村、店西村、店南村、店东村、店北村、未庄村、韩庄村、前辛寨村、孟村村、铁炉庄村、柏村、陈庄村、段庄村、西王二庄村、东王二庄村、前申桥村和后申桥村。